# Ardisia splendens
Ardisia splendens är en viveväxtart som beskrevs av Pitard. Ardisia splendens ingår i släktet Ardisia och familjen viveväxter. Inga underarter finns listade i Catalogue of Life.